# Góra Parkowa (Masyw Śnieżnika)
Góra Parkowa – zachodni kraniec masywu Smrekowca o wysokości 786 m n.p.m. znajdujący się w Masywie Śnieżnika, w Sudetach, na terenie Śnieżnickiego Parku Krajobrazowego, w pobliżu Międzygórza.

## Geografia
Parkowa Góra leży w widłach rzek Wilczka i Bogoryja sięgając po skrzyżowanie dróg leśnych na wysokości 784 m n.p.m.

## Geologia
Zbudowana jest z gnejsów śnieżnickich z wkładkami eklogitów należących do metamorfiku Lądka i Śnieżnika. Zbocza, które opadają do doliny Bogoryi są w kilku miejscach podcięte skałami.

## Roślinność
W całości porasta ją świerkowy las dolnoreglowy domieszkowany bukiem i grabem.

## Turystyka i ciekawostki
Teren wokół Góry Parkowej są często uczęszczaną trasą spacerową ze względu na bliskość wczasowiska. W 1890 roku na 2 ha obszaru zbocza ulokowano założenie parkowe dla coraz liczniej napływających do Międzygórza letników. Park stanowił wówczas jeden zespół architektoniczno-krajobrazowy z centrum miejscowości. Po 1945 roku zaniedbany został tak dalece, że obecnie prezentuje tylko charakter dzikiego parku leśnego.
W pobliżu Parkowej Góry przechodzą następujące szlaki:
- niebieski europejski długodystansowy szlak pieszy E3 z Międzygórza na Przełęcz Puchaczówkę.
- zielony szlak narciarski ze schroniska PTTK "Na Śnieżniku" do Międzygórza,
- niebieski szlak narciarski ze szczytu Smrekowca do Międzygórza.